# Handelshögskolan i Stockholms partnerprogram

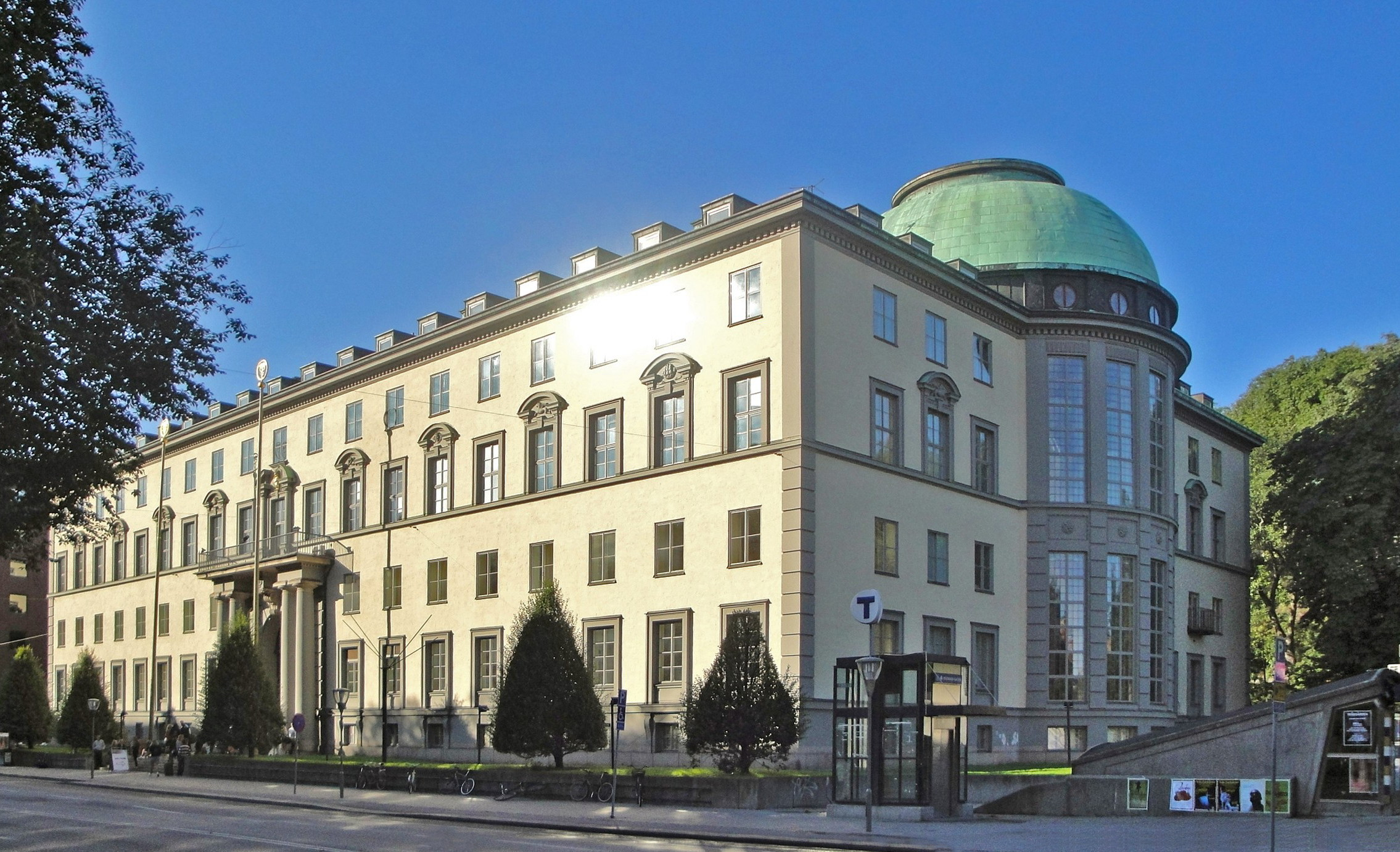
Handelshögskolan i Stockholm

Handelshögskolans i Stockholm partnerprogram är ett nätverk av över 100 svenska och internationella företag som bidrar finansiellt till Handelshögskolan i Stockholm och nära samarbetar med högskolan inom bland annat forskning och utbildning. Handelshögskolan i Stockholm är en privatägd högskola och 78 % av högskolans intäkter kommer från privata källor.
Partnerprogrammet grundades 1994 efter initiativ av dåvarande rektor Staffan Burenstam Linder.

## Historia
Staffan Burenstam Linder hade tidigare doktorerat i nationalekonomi under professor Bertil Ohlin vid Handelshögskolan i Stockholm och varit professor i nationalekonomi vid högskolan sedan 1974. Han hade även ett omfattande politiskt engagemang; han hade varit riksdagsledamot sedan 1969, varit handelsminister 1976–78 och 1979–81 samt betraktad som möjlig efterträdare till moderaternas partiledare Gösta Bohman. Handelshögskolan i Stockholms direktion utsåg 1986 Staffan Burenstam Linder till att efterträda Per-Jonas Eliæson (rektor 1970–1986) som högskolans rektor. Den nye rektorn hade höga ambitioner för högskolan. I en intervju i Dagens Industri, strax efter tillträdet, sa han "Handelshögskolan i Stockholm ska vara i världsklass. Den ska mäta sig med de absolut bästa i världen - Stanford, Harvard och Wharton School". Högskolan hade dittills främst varit inriktad på Sverige och svenska företag.
Staffan Burenstam Linders tid som rektor innebar att perspektivet förändrades och högskolan växte kraftigt, i Sverige såväl som internationellt. Bland annat etablerades systerskolan Stockholm School of Economics in Riga 1994 och senare även Stockholm School of Economics in Russia 1997. Expansionen kostade mycket pengar. Högskolan hade dittills haft två huvudsakliga finansieringskällor. Dels bidraget från staten, dels avkastningen på Handelshögskoleföreningens kapital. Burenstam Linder hade arbetat vid de amerikanska elituniversiteten Columbia, Yale och Stanford och tagit intryck av deras affärsmodell, som i mycket större utsträckning berodde av donationer från företag och privatpersoner. Han ville implementera en liknande modell vid Handelshögskolan.
Resultat av detta var bland annat Handelshögskolans i Stockholm partnerprogram, som Burenstam Linder grundade 1994. Detta satte sin tillit till näringslivets intresse för skolan. År 2014 lanserades uppföljaren SSE Supporters, ett program varigenom privatpersoner, bland annat högskolans alumner, kan donera pengar till högskolan. Burenstam Linder införde också ett system med donationsprofessurer, varigenom stiftelser, företag och privatpersoner kunde donera pengar till skolan och få en professur uppkallad efter sig själva.

## Partnerprogrammets forskarpris vid Handelshögskolan i Stockholm
För att främja forskningen vid Handelshögskolan i Stockholm instiftade högskolan och dess partnerföretag år 2003 ett forskarpris. Priset tilldelas forskare vid högskolan som har bidragit till kunskapsutvecklingen inom sin disciplin och som håller så hög vetenskaplig klass att det kan publiceras i framstående internationella vetenskapliga tidskrifter. Det är en fördel om arbetet i fråga har presenterats i utbildnings- och tillämpningssammanhang. Priset om 100 000 kr utdelas vid den årliga partnerstämman i slutet av november.

### Mottagare av Partnerprogrammets forskarpris

#### 2005
- Micael Dahlén

Motivering - "Han har på kort tid etablerat sig som en internationellt välkänd forskare inom reklam- och kommunikationsområdet. Detta visas av det stora antal artiklar han på kort tid har publicerat i världsledande tidskrifter. Flera av hans artiklar ingår också som kurslitteratur vid ledande europeiska och amerikanska handelshögskolor och han har belönats med s. k. "Best paper awards" vid internationella konferenser. Hans experimentella reklamforskning har utvecklat kunskapen om reklamens funktionssätt och effekter avseende såväl reklam i traditionella medier som via Internet. Hans forskning och undervisning har också haft en klart praktisk relevans, vilket visat sig i att han som förste akademiker av Sveriges reklamförbund tilldelats det mycket prestigefyllda Bengt Hanser Stipendiet."

#### 2006
- Per Strömberg

Motivering - "Bland många betydande forskarinsatser märks framförallt Pers sätt att med enkelhet och elegans beskriva komplexa kontrakt mellan entreprenörer och riskkapitalister. Denna forskning utgör nu en solid grund för hans nya, spännande projekt som handlar om hur nystartade företag utvecklas under de första åren."

#### 2007
- Richard Friberg

Motivering - "För hans omfattande och insiktsfulla forskning om hur individers och företags internationella handel påverkas av valutaregimen."

#### 2008
- Robin Teigland

Motivering - "För hennes omfattande och nyskapande studier av kunskapsgenererande nätverk inom och mellan företag och regioner."

#### 2009
- Patrick Regnér

Motivering - "Hans forskning visar att strategiförändringar inom företag typiskt sett växer fram i organisationernas periferi, snarare än i den centrala ledningen. Något som går emot den allmänna uppfattningen av hur strategier växer fram. Han har även utvecklat teorin kring hur strategier växer fram i företagens dagliga arbete, så kallad ”strategy practice”. Dessa nyskapande studier har, i stenhård internationell konkurrens, gjort honom till en internationellt erkänd forskare inom strategiområdet."

#### 2010
- David Domeij

Motivering - "David Domeijs forskning söker svaren på frågor som står i centrum av såväl den svenska som den internationella debatten. Varför är det så mycket mer lönsamt att utbilda sig om man bor i USA än om man bor i Sverige? Är det samhällsekonomiskt försvarligt att, som Sverige, satsa på näst intill gratis daghem? Är det sant att högre löner inte spelar någon roll för hur många timmar människor väljer att arbeta? Varför exporterar Kina så mycket kapital? Årets mottagare av Partnerprogrammets Forskarpris har forskat fram nya och djuplodande svar på dessa och många andra frågor. Han är en forskare, redo att etablera sig på allvar i det europeiska toppskiktet."

#### 2011
- Karl Wennberg

Motivering - "Karl Wennberg har under de senaste åren trätt fram som en internationellt viktig forskare inom entreprenörskap. Han är flitigt citerad och har publicerat ett stort antal artiklar, många i ledande vetenskapliga tidskrifter. Karl Wennbergs forskning fokuserar inte bara på varför och hur företag lyckas, utan också på varför och hur företag misslyckas. Genom denna forskning, om entreprenörskapets andra sida, har han tillfört ett mycket viktigt bidrag till kunskapsutvecklingen inom området."

#### 2012
- Anna Dreber Almenberg

Motivering - "Annas forskning handlar om att öka kunskapen kring hur ekonomiskt beslutsfattande faktiskt går till. Hon försöker bland annat förstå frågor kring vad som gör samma individ risktagande den ena stunden och rädd för att ta risker den andra, eller osjälvisk i vissa sammanhang och självisk i andra. Genom att förstå dessa sammanhang kan man även utveckla de befintliga nationalekonomiska modellerna."

#### 2013
- Mark Voorneveld

Motivering - "Årets pristagare är en internationellt väletablerad och ansedd forskare inom ekonomisk teori, speciellt mikroekonomi och spelteori. Hans forskning handlar om rationalitet och begränsad rationalitet vid beslutsfattande och i strategiska interaktioner. Han har ett stort antal publikationer i ledande internationella vetenskapliga tidskrifter och hans arbeten utmärks av skarpsinne och djup."

## SSE Supporters

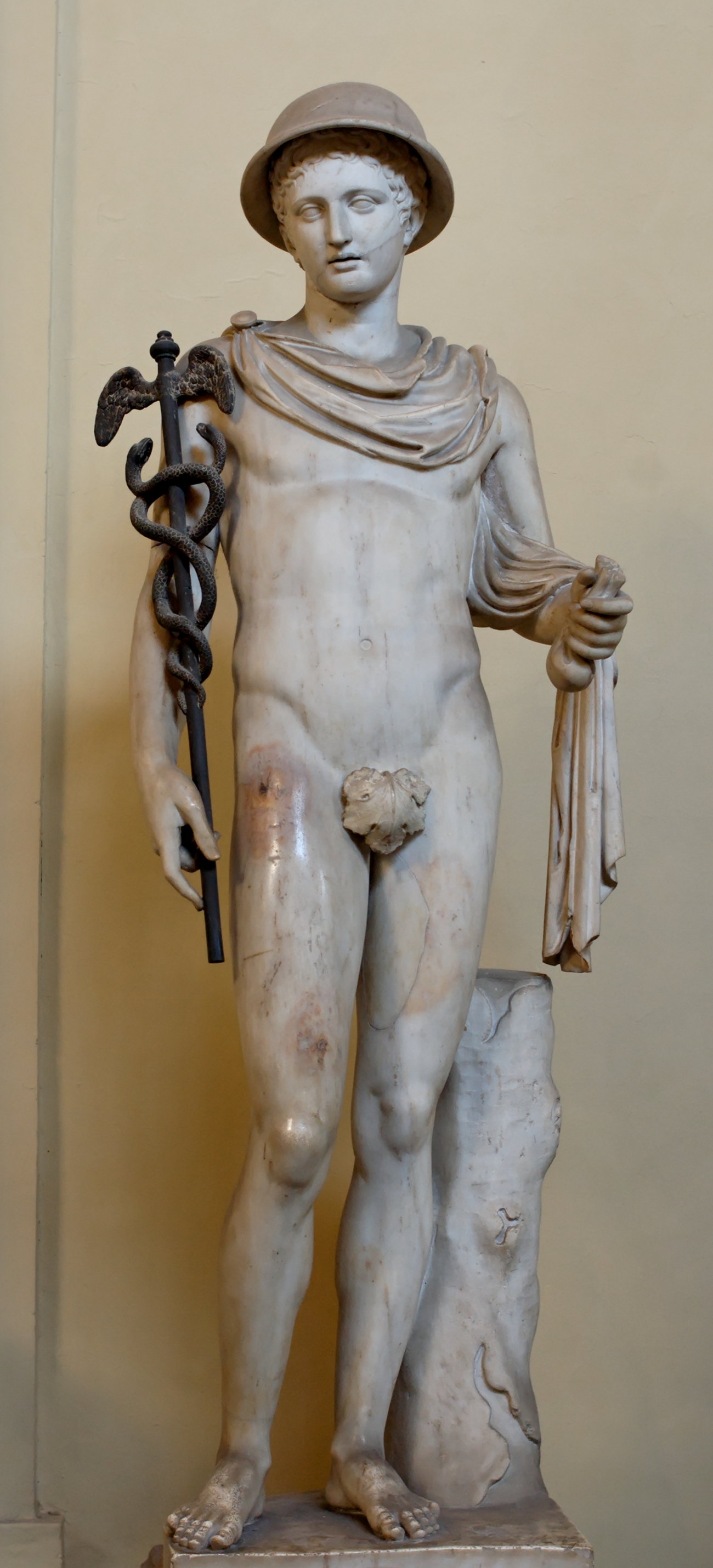
Den grekiska guden Hermes, Handelshögskolan i Stockholms skyddshelgon.

Handelshögskolan i Stockholm lanserade 2014 ett program för att låta privatpersoner, bland annat alumner, donera medel till högskolan, benämnt SSE Supporters. Donatorer till högskolan, som därigenom blivit medlemmar av SSE Supporters, skrivs in på SSE Supporters Donor Wall på högskolans hemsida. De privata donatorerna delas in i fyra kategorier efter storleken på sina donationer, SSE Supporter, SSE Supporter Lion, Hermes Silver och Hermes Gold. För att bli medlem i den högsta kategorin, Hermes Gold, krävs donationer på mer än 3 mKr. Medlemmar av Hermes Gold har bland annat möjlighet att äta lunch med högskolans rektor. De två högsta kategorierna, Hermes Silver och Hermes Gold, är namngivna efter den grekiska guden Hermes, som i grekisk mytologi var gudarnas budbärare och köpmännens gud. Hermes är Handelshögskolan i Stockholms skyddshelgon och hans häroldsstav och hjälmliknande hatt återfinns på högskolans emblem.